# سوخوي بي-1
سوخوي بي-1 (بالإنجليزية: Sukhoi P-1)‏ هي من صناعة سوخوي. كان أول طيران لها في 12 يوليو 1957.